# Коле Ђенаре (Фрозиноне)
Коле Ђенаре је насеље у Италији у округу Фрозиноне, региону Лацио.
Према процени из 2011. у насељу је живело 312 становника. Насеље се налази на надморској висини од 233 м.